# Kloster Marienkron (Rügenwalde)
Das Kloster Marienkron war ein Kartäuserkloster in Hinterpommern (heute Woiwodschaft Westpommern).

## Geschichte
Das Kloster war von Ahrensbök bei Lübeck aus 1394 zunächst am Südrand der Stadt Körlin in Pommern gegründet worden, und zwar auf Veranlassung der Herzogin Adelheid, der Witwe Bogislaws V., mit Zustimmung ihrer Söhne. Das Kloster wurde von dort 1406 zunächst nach Schlawe verlegt und 1407 in die Nähe von Rügenwalde. Nach einem Brand im Jahr 1430 wurde das Kloster neu aufgebaut. Seine Bibliothek war bedeutend. König Erich von Pommern war besonders eng mit diesem Kloster verbunden. In der Reformation führte Johannes Bugenhagen einen Rückgang des Klosters herbei, das 1534 aufgelöst wurde und fortan als Schloss genutzt wurde.
An die Klostergründung bei Körlin erinnert der in den Vietzker See mündende Klosterbach.